# Ira Harge
Ira Harge, né le 14 mars 1941 à Anguilla, dans le Mississippi, est un ancien joueur américain de basket-ball. Il évolue au poste de pivot.

## Palmarès
- Champion ABA 1968, 1969